# Ksenija Wladimirowna Ender
Ksenija Wladimirowna Ender (russisch Ксения Владимировна Эндер, auch Xenia Ender transkribiert; * 1895 in Sluzk; † 1955 in Leningrad) war eine russische Malerin.

## Leben
Ksenija Ender war Tochter eines Gärtners deutscher Abstammung. Ihr Urgroßvater war ein sächsischer Glasmacher, der sich in St. Petersburg niedergelassen hatte. Wie ihre Geschwister Boris (1893–1960), Marija (1897–1942) und Juri (1898–1963) besuchte sie die Petrischule in St. Petersburg, zeigte starke künstlerische Neigungen und interessierte sich sehr für Musik, Dichtung und Theater.
Ksenija Ender studierte von 1918 bis 1922 in Petrograd in der Werkstatt des Räumlichen Realismus der Freien Künstlerischen Werkstätten (SWOMAS) (Nachfolgeorganisation der kaiserlichen Kunstakademie) bei Michail Wassiljewitsch Matjuschin, in dessen avantgardistische Sorwed (Sehen und Führen)-Gruppe sie eintrat wie auch ihre Geschwister Boris und Maria. 1920 bis 1922 beteiligte sie sich an Veranstaltungen zur Erinnerung an Jelena Genrichowna Guro. 1923 bis 1926 arbeitete sie als Forschungsassistentin in der Abteilung für organische Kultur des Staatlichen Instituts für künstlerische Kultur und experimentierte unter dem Einfluss Matuschins mit Raum und Farben. Einige ihrer Werke wurden 1923 auf der Gemäldeausstellung Petrograder Maler aller Richtungen gezeigt sowie 1924 auf der Vierzehnten Biennale di Venezia.
Ab den 1930er Jahren arbeitete Ksenija Ender als Designerin in einem Industrie-Baubüro.